# Cyptonychia dulcita
Cyptonychia dulcita är en fjärilsart som beskrevs av William Schaus 1898. Cyptonychia dulcita ingår i släktet Cyptonychia och familjen nattflyn. Inga underarter finns listade i Catalogue of Life.